# Seznam slovenskih kolesarskih klubov
Seznam slovenskih kolesarskih klubov.

## A
- Adria Mobil

## P
- Perutnina Ptuj

## R
- Radenska Powerbar

## S
- Sava Kranj

## T
- TBP Lenart